# Hippocampus slovenicus
Hippocampus slovenicus — викопний вид морських коників, що існував у міоцені (13 млн років тому). Скам'янілі рештки виду знайдені у 2005 році поблизу селища Туниці у Словенії. У цьому ж місці виявлені рештки іншого виду морських коників Hippocampus sarmaticus.